# Nová Dědina (Konice)
Nová Dědina je vesnice, část města Konice v okrese Prostějov. Nachází se asi 4,5 km na východ od Konice. V roce 2009 zde bylo evidováno 103 adres. V roce 2001 zde trvale žilo 182 obyvatel.
Nová Dědina leží v katastrálním území Nová Dědina u Konice o rozloze 2,05 km2.

## Obyvatelstvo

### Struktura
Vývoj počtu obyvatel za celou obec i za jeho jednotlivé části uvádí tabulka níže, ve které se zobrazuje i příslušnost jednotlivých částí k obci či následné odtržení.
| Místní části   | Místní části     | 1869 | 1880 | 1890 | 1900 | 1910 | 1921 | 1930 | 1950 | 1961 | 1970 | 1980 | 1991 | 2001 | 2011 |
| -------------- | ---------------- | ---- | ---- | ---- | ---- | ---- | ---- | ---- | ---- | ---- | ---- | ---- | ---- | ---- | ---- |
| Počet obyvatel | část Nová Dědina | 288  | 305  | 293  | 282  | 305  | 298  | 296  | 244  | 237  | 212  | 212  | 198  | 182  | 154  |
| Počet domů     | část Nová Dědina | 34   | 43   | 47   | 52   | 55   | 53   | 72   | 62   | 62   | 61   | 61   | 78   | 75   | 80   |

## Fotogalerie

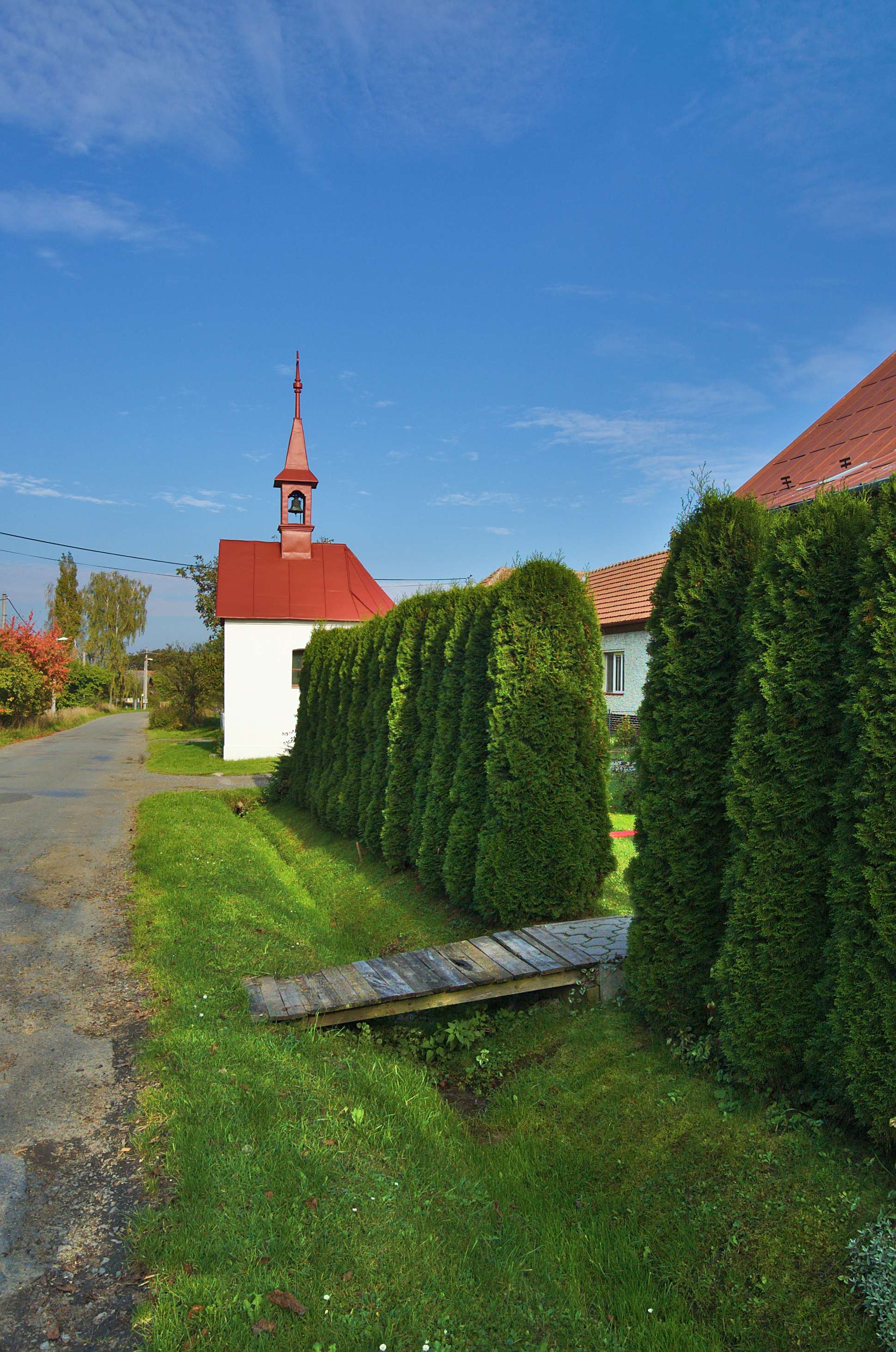
Kaple
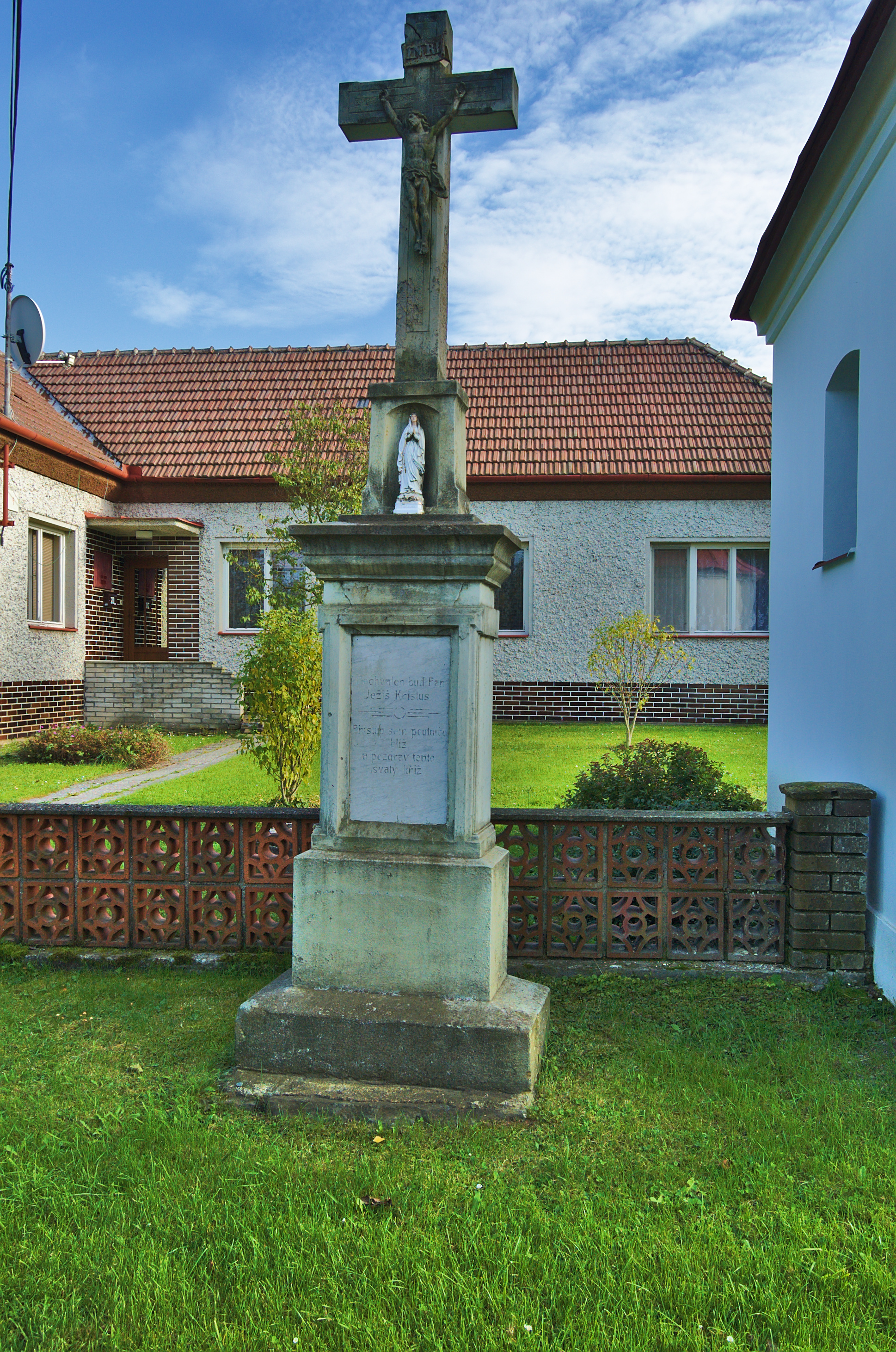
Kříž vedle kaple
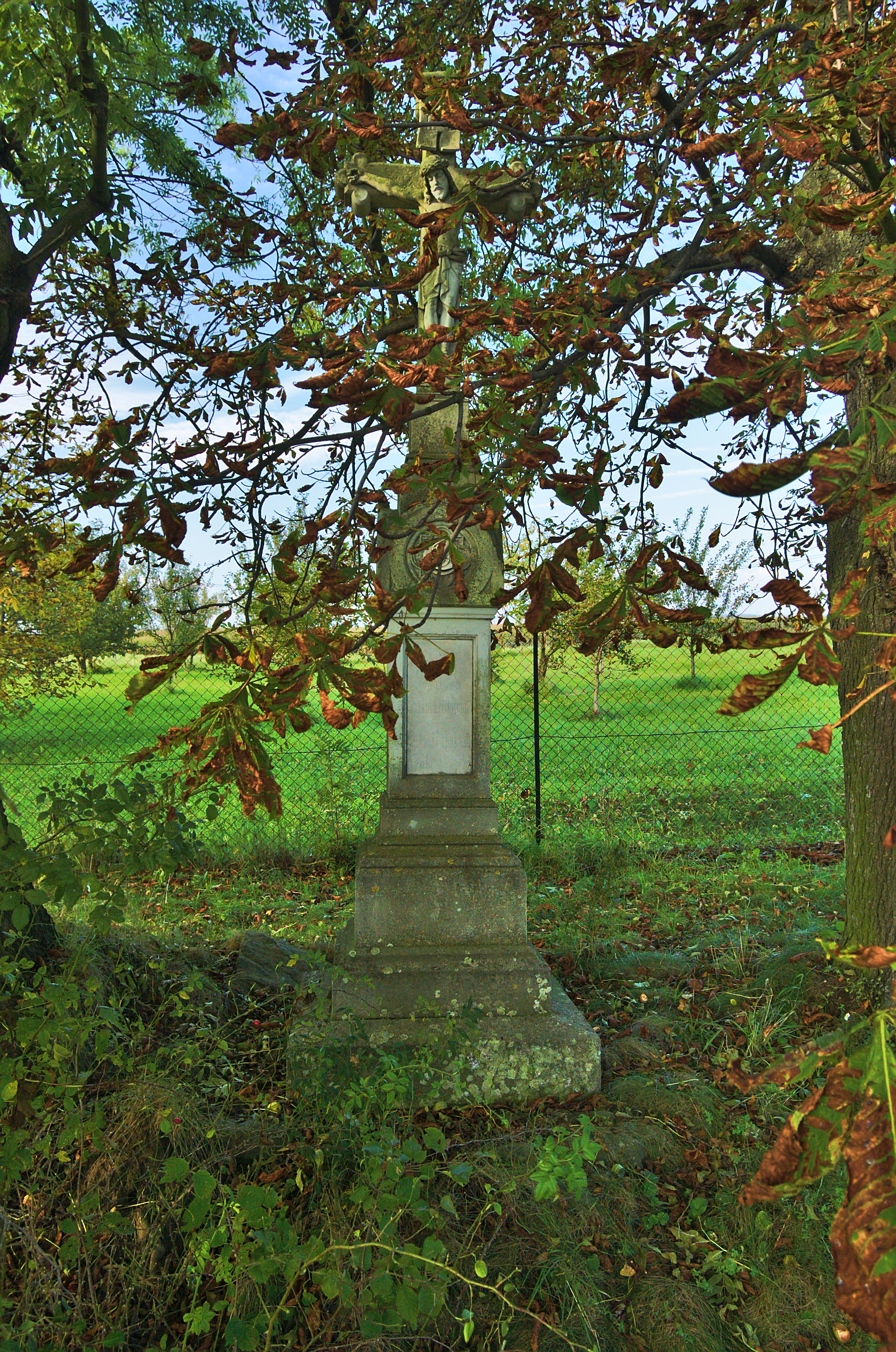
Kříž ve vesnici
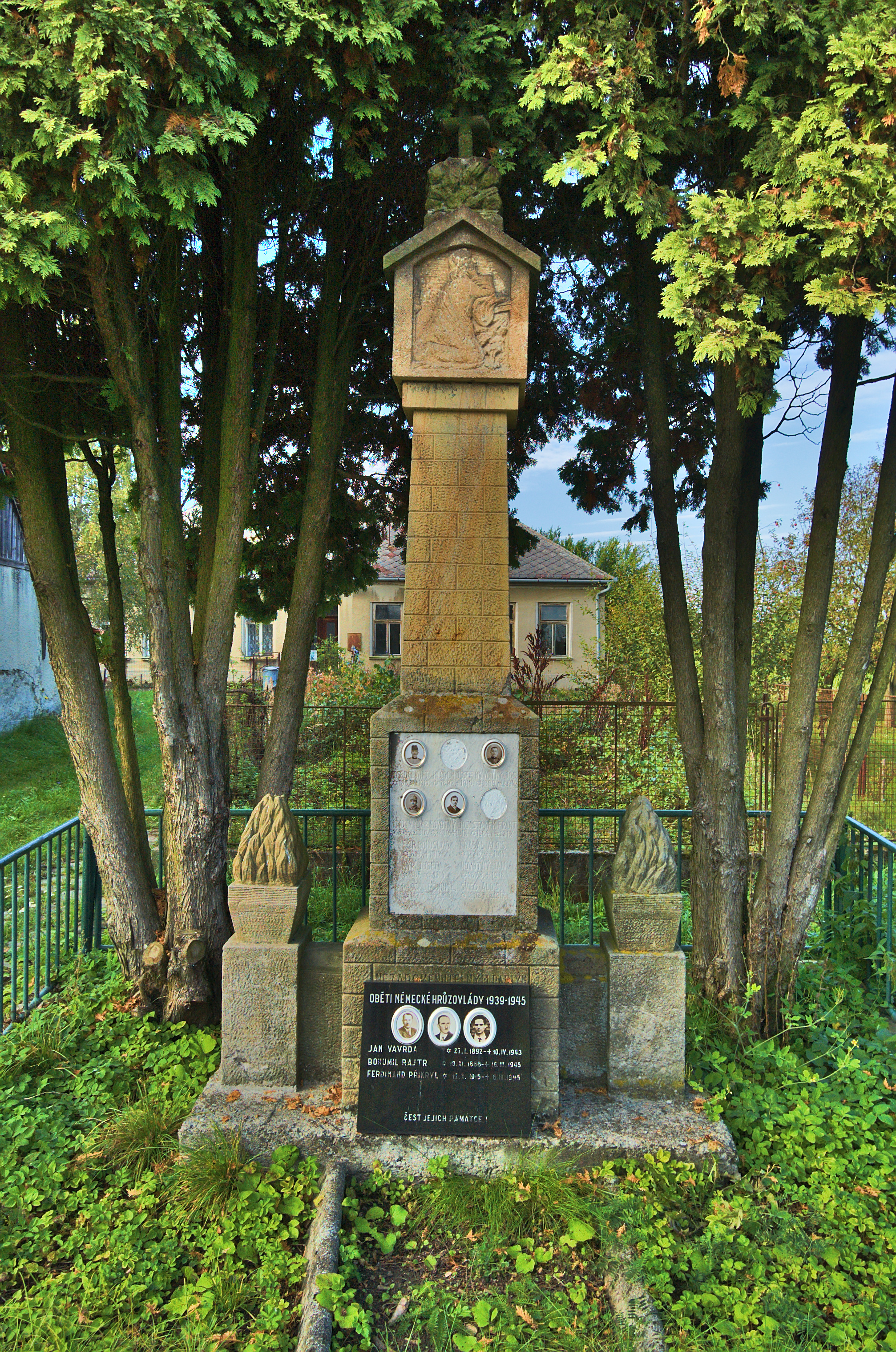
Památník obětem světových válek
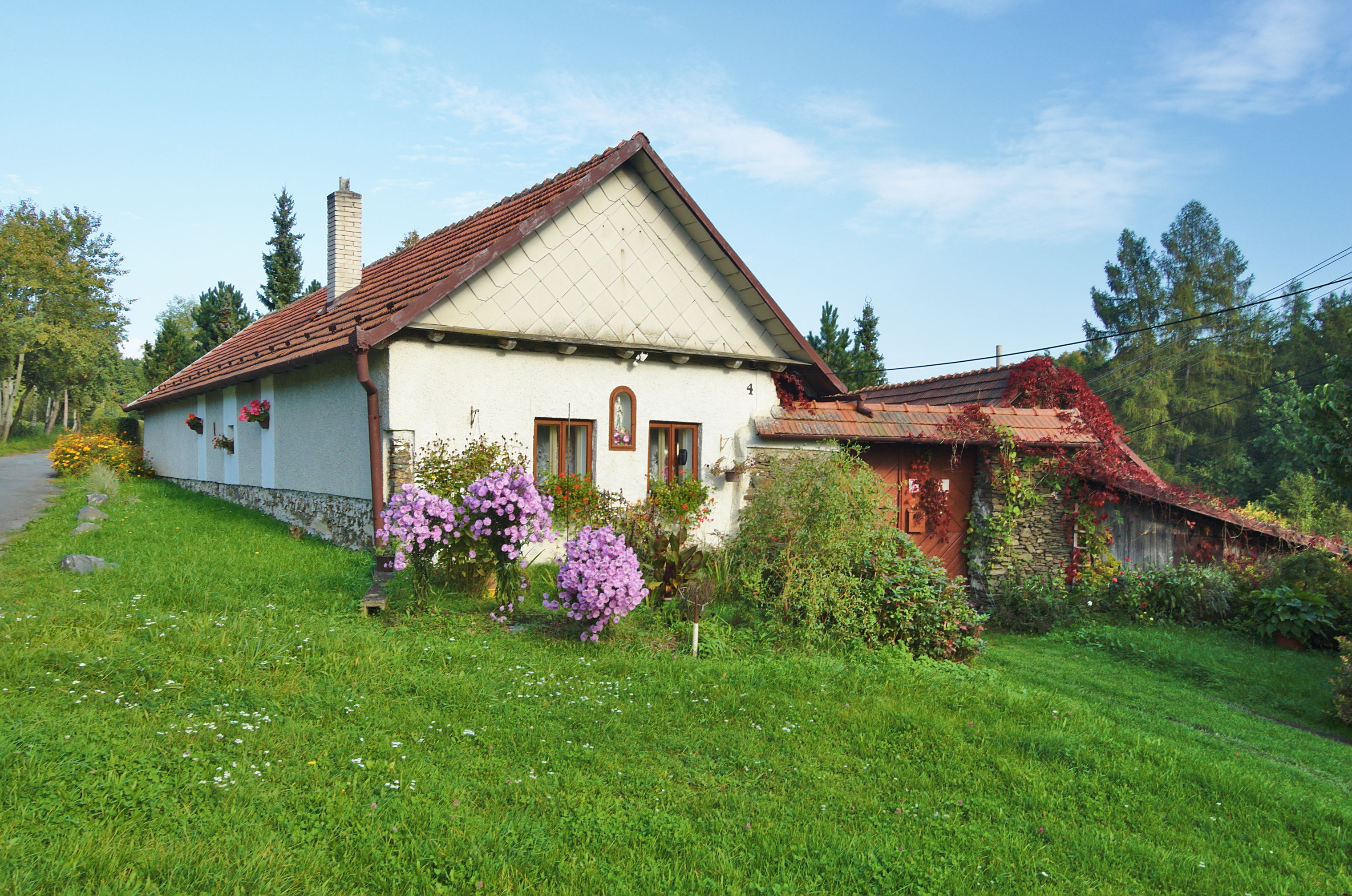
Památkově chráněná usedlost čp.4
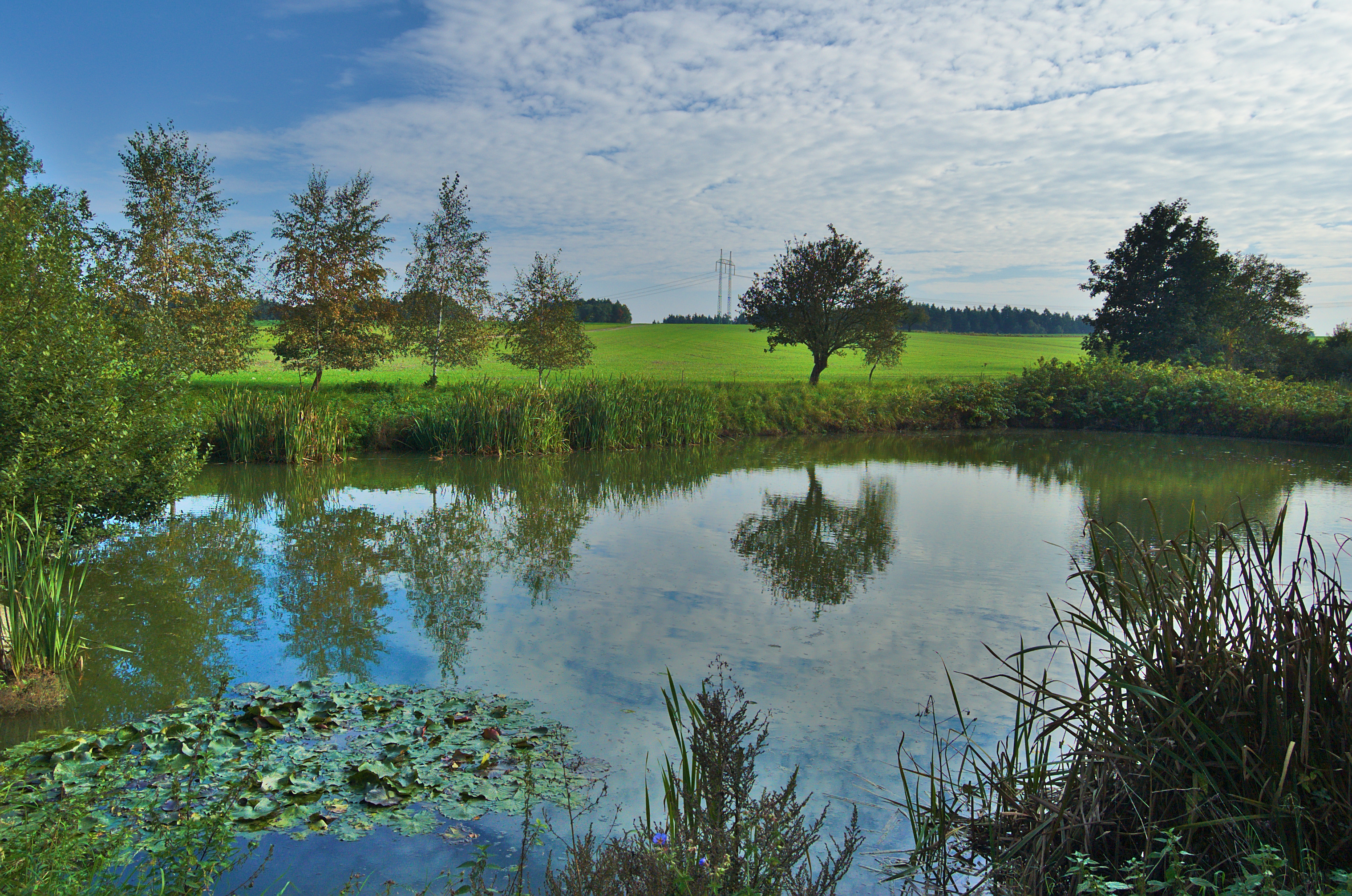
Rybník